# Club Deportivo Leganés
O Club Deportivo Leganés é um clube de futebol sediado em Leganés, na área metropolitana de Madrid.
Fundado em 1928, atualmente disputa a La Liga 2. Foi neste clube que o camaronês Samuel Eto'o fez sua estreia como profissional, na temporada 1997–98.

## Dados
- Temporadas na La Liga: 5
- Temporadas na Segunda Divisão Espanhola: 17
- Temporadas na Segunda División B: 16
- Temporadas na Tercera División: 19
- Temporadas nas divisões regionais: 27

## Títulos
| Nacionais | Nacionais                              | Nacionais | Nacionais  |
| --------- | -------------------------------------- | --------- | ---------- |
|           | Competição                             | Títulos   | Temporadas |
|           | Copa dos Campeões da Espanha           | 1         | 1952–53    |
|           | Campeonato Espanhol - Segunda Divisão  | 1         | 2023–24    |
|           | Campeonato Espanhol - Terceira Divisão | 1         | 1992–93    |

## Elenco
Atualizado em 12 de abril de 2025.